# Brazil (Indiana)
Brazil ist eine Stadt im Clay County im US-Bundesstaat Indiana. Die Stadt ist der Verwaltungssitz des Clay County. Sie gehört zur Terre Haute Metropolitan Statistical Area.

## Geschichte
In den 1840er Jahren beschlossen die Besitzer des Ackerlandes, auf dem später die Stadt Brazil entstand, ihre Farm nach dem Land Brazil (Brasilien) zu benennen. Die Stadt wurde 1866 gegründet. Seit 2024 ist Brazil Teil der Terre Haute Metropolitan Statistical Area. Das Clay County, das 1825 gegründet wurde, hatte ursprünglich Bowling Green als Verwaltungssitz. Der Kreissitz wurde 1876 im Zuge der Entwicklung der Stadt nach Brazil verlegt.
Der Brunnen Chafariz dos Contos (von „contos de réis“, einer ehemaligen brasilianischen Währung) wurde der Stadt 1956 vom Land Brasilien als Symbol der Freundschaft geschenkt. Es handelt sich um eine Nachbildung des Originalbrunnens in Ouro Preto im brasilianischen Bundesstaat Minas Gerais, der 1745 erbaut wurde.
Im Jahr 2010 erlangte Brazil landesweite Aufmerksamkeit, als es Geld von Kentucky Fried Chicken für die Rechte annahm, die Logos von KFC und Fiery Grilled Wings an städtischen Hydranten anzubringen.
Das Brazil Downtown Historic District, das Clay County Courthouse, das Clay County Hospital, das Meridian-Forest Historic District und das US Post Office-Brazil sind im National Register of Historic Places aufgeführt.

## Geografie
Brazil hat eine Gesamtfläche von 7,92 km², wovon 7,85 km² (99,08 %) Land und 0,07 km² (0,92 %) Wasser sind.

## Infrastruktur
Die Stadt verfügt über eine Bibliothek, die Brazil Public Library.

### Flugverkehr
Der Brazil Clay County Airport ist ein öffentlicher Flughafen im Clay County, 5,6 km südlich des Zentrums von Brazil.

## Politik
Die Regierung besteht aus einem Bürgermeister und dem Stadtrat. Der Bürgermeister wird in einer stadtweiten Abstimmung gewählt. Der Stadtrat besteht aus fünf Mitgliedern. Vier werden aus den einzelnen Bezirken gewählt, einer wird von der gesamten Stadt gewählt.

## Persönlichkeiten
- George N. Craig (1909–1992), Gouverneur von Indiana, ehemaliger Nationalkommandeur der American Legion
- Johnnie Davis (1910–1983), Musiker
- Ivan Fuqua (1909–1994), Gewinner der Goldmedaille bei den Olympischen Sommerspielen 1932
- David Goggins (* 1975), US Navy Seal, Motivationsredner, Ultramarathonläufer, New York Times-Bestsellerautor
- Jimmy Hoffa (1913–1975 (?)), Gewerkschaftsführer
- Judy Ledgerwood (* 1959), abstrakte Malerin und Pädagogin
- Henry Lee Summer (* 1955), Popsänger der 1980er Jahre